# Гордеенко, Карп Павлович
Карп Па́влович Гордее́нко (13 октября 1891, Ялта, Таврическая губерния — 29 июля 1969, Грас) — русский офицер, герой Первой мировой войны, участник Белого движения, командир 1-го Корниловского ударного полка.  Галлиполиец.

## Биография
Родился в 1891 году в Ялте. Среднее образование получил в Ялтинской гимназии.
В 1914 году окончил Владимирское военное училище, откуда выпущен был подпоручиком в 1-й стрелковый полк, с которым и вступил в Первую мировую войну. Пожалован Георгиевским оружием
За то, что будучи начальником команды разведчиков 27 мая 1915 года в бою у д. Жджарки, обнаружил внезапное наступление противника, быстро занял передовой оборонительный окоп и удержал его до подхода поддержки и в это время около часу оборонялся от наседавшего в значительно больших силах противника; оценив важное значение своей позиции, он, по личной инициативе, выбрав удобный момент, во главе своих 16-ти разведчиков бросился на «ура» на значительно превосходящего противника и, обратив его в бегство, захватил 17 пленных.
Произведен в поручики 9 февраля 1916 года «за отличия в делах против неприятеля», в штабс-капитаны — 25 июня, в капитаны — 13 августа того же года. 27 ноября 1916 года переведен в 13-й Особый пехотный полк. В 1917 году — временно командующий 13-м Особым пехотным полком.
С началом Гражданской войны полковник Гордеенко прибыл в Добровольческую армию и был зачислен в Корниловский ударный полк. 28 октября 1918 года назначен командиром офицерской роты Корниловского полка, с которой участвовал в обороне Каменноугольного бассейна. Отличившись в этих боях, в июле 1919 года переведен был на должность командира 1-го батальона, с которым принимал участие во взятии Белгорода и Курска. Во время боев за Орел 14 октября 1919 года назначен командиром 1-го Корниловского ударного полка. Продолжал командовать полком и в составе Русской армии, вплоть до эвакуации Крыма. 1 сентября 1920 года был удостоен чести принять из рук генерала Врангеля Георгиевское знамя, которым Корниловская дивизия была награждена за отличия в боях с красными. В бою на Юшуньских позициях получил четвертое за войну ранение. На 18 декабря 1920 года — в штабе Корниловского полка в Галлиполи. По воспоминаниям офицера-корниловца Е. Э. Месснера:

Полковник Гордеенко был природой создан для командования полком: храбрость, отвага, решимость, находчивость, энергия — внутренние свойства этого офицера, а внешними были: высокий рост, отличное сложение, мужественное лицо и громовой голос.

С 24 декабря 1921 года был назначен помощником командира, а затем командиром Корниловского полка в Болгарии. Во второй половине 1920-х годов переехал на юг Франции, где занимался фермерским хозяйством. После предательства Скоблина просил командование вновь назначить его командиром полка, однако не получил ответа. В 1967 году участвовал в торжествах по случаю 50-летнего юбилея Корниловского ударного полка в Париже, на которые приехал с сыном и внучкой. Скончался в 1969 году в госпитале города Грас. Похоронен там же, на кладбище Св. Бригитты.

## Награды
- Орден Святой Анны 3-й ст. с мечами и бантом (ВП 5.11.1914)
- Орден Святого Владимира 4-й ст. с мечами и бантом (ВП 15.02.1915)
- Орден Святой Анны 4-й ст. с надписью «за храбрость» (ВП 26.05.1915)
- Орден Святого Станислава 3-й ст. с мечами и бантом (ВП 19.11.1915)
- Георгиевское оружие (ВП 29.08.1916)
- Орден Святого Станислава 2-й ст. с мечами (ВП 26.11.1916)
- Орден Святителя Николая Чудотворца (Приказ Главнокомандующего № 3772, 2 декабря 1920)